# Hervé Taverney
Pas d'image ? Cliquez ici
Hervé Taverney, né le 28 mai 1974, est un pilote automobile suisse, engagé en rallyes automobiles.

## Biographie
Son copilote a toujours été son propre frère, Yvan.
Ils ont conduit successivement pour les écuries des Lions (2004), et du Lugano Racing Team (2005 à 2007).

## Palmarès

### Titre
- Vainqueur de la Coupe Suisse des Rallyes : 2005 (sur Renault Clio RS)
- Champion de Suisse des Rallyes : 2006 (sur Renault Clio Williams) ;
- Vainqueur du Citroën Racing Trophy Suisse 2011 (sur Citroën C2R2 Max)
- 8e du championnat de Suisse des rallyes : 2005 (sur Renault Clio RS) (14e en 2007 ; 30e en 2008 et 18e en 2009 et 2010 sur Citroën C2R2 (Gr. A/R2)).